# 劈叉

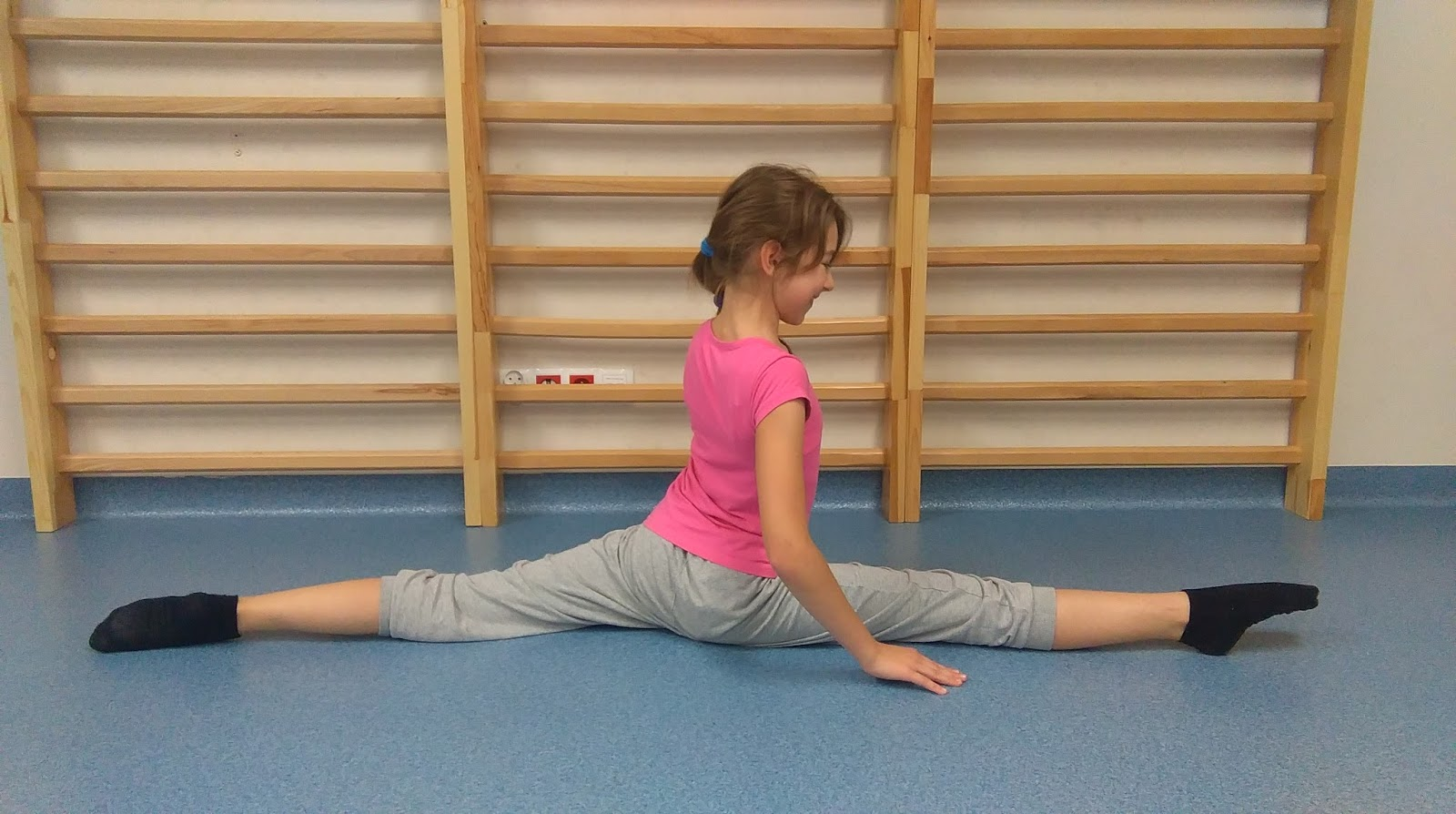
竖叉

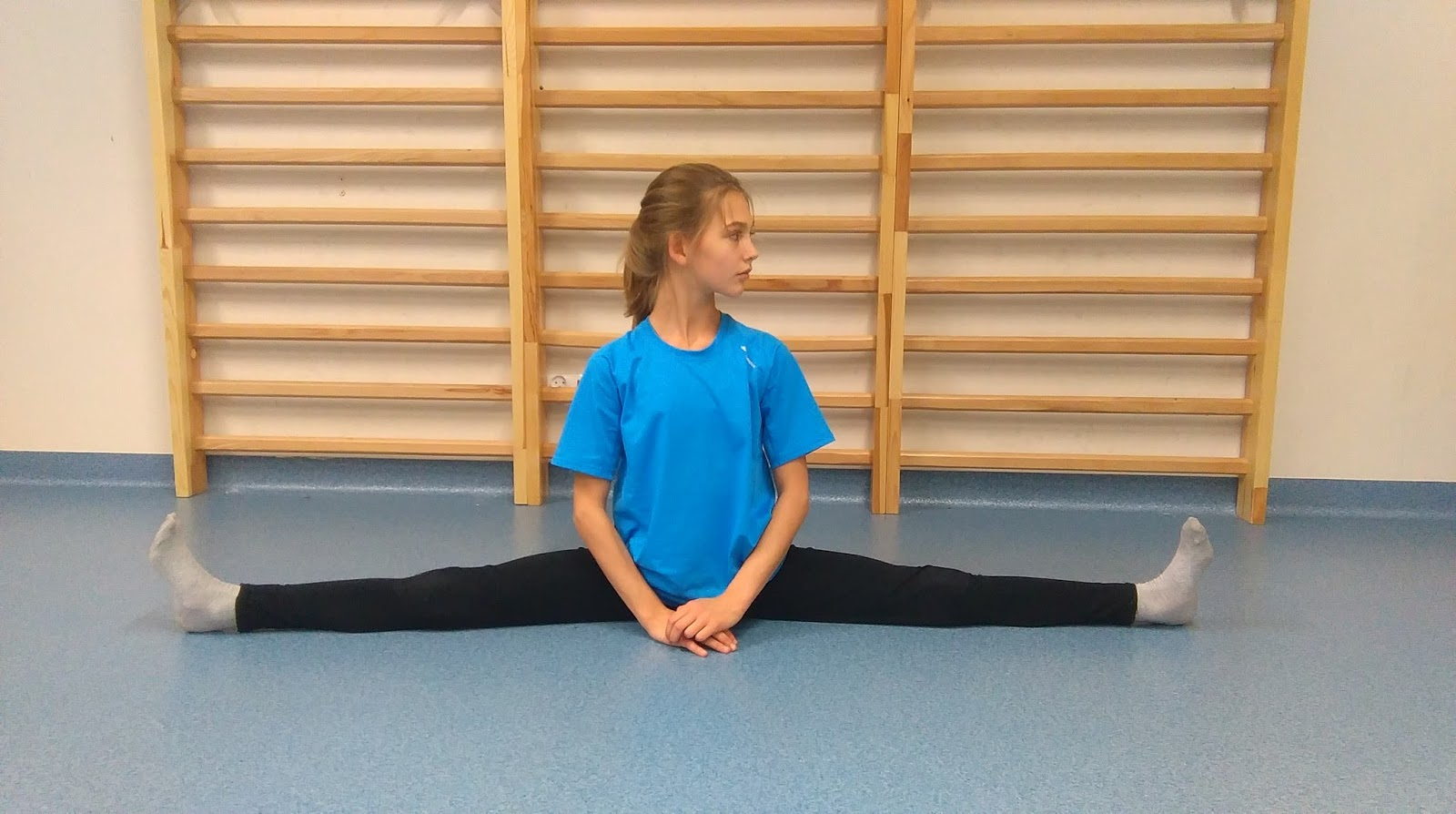
横叉

劈叉（英語：Split），又稱一字馬、劈腿，指两腿向反方向分开、臀部着地的动作，是種常見的肢體动作，運用在体操、瑜伽、相撲、武术、舞蹈、溜冰、表演藝術、水上運動等很多運動領域，是基礎鍛煉的重要技巧，以提升並保持身體的柔軟度。由于劈叉动作具危險性，若非經專業指導及训练，不可貿然进行劈叉动作，而且也需要適宜劈叉的偌大場地，並保持淨空才可避免碰撞傷害。

## 变化
主要有两种劈叉方式：
- 横叉是将双腿分别向身体的左侧和右侧方向伸展，膝盖朝天花板方向。
- 竖叉是将一条腿朝身体前面，另一条腿朝身体后面伸展。竖叉根据伸向身体前方的腿来命名，例如，右腿朝前则称为右劈叉。

劈叉还有很多其他变式，包括：
- 超级劈叉：劈叉时双腿的角度超过180度。
- 空中劈叉：在空中进行劈叉，身体静止，只受脚的支撑。
- 劈叉跳：跳跃后在空中完成劈叉。
- 站立劈叉：劈叉时双腿所在的直线垂直于地面。
- 转叉：从一条腿在前的竖叉转向横叉，再转向另一条腿在前的竖叉。
- 武术劈叉：劈竖叉时后腿卷曲，因此脚的内侧贴向地面，更通常的叫法是“半劈叉”。

### 图集

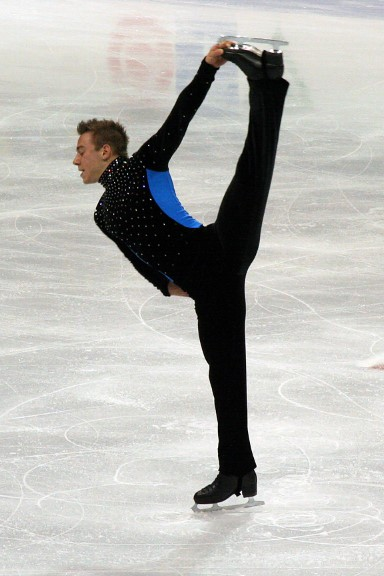
花样滑冰中的劈叉
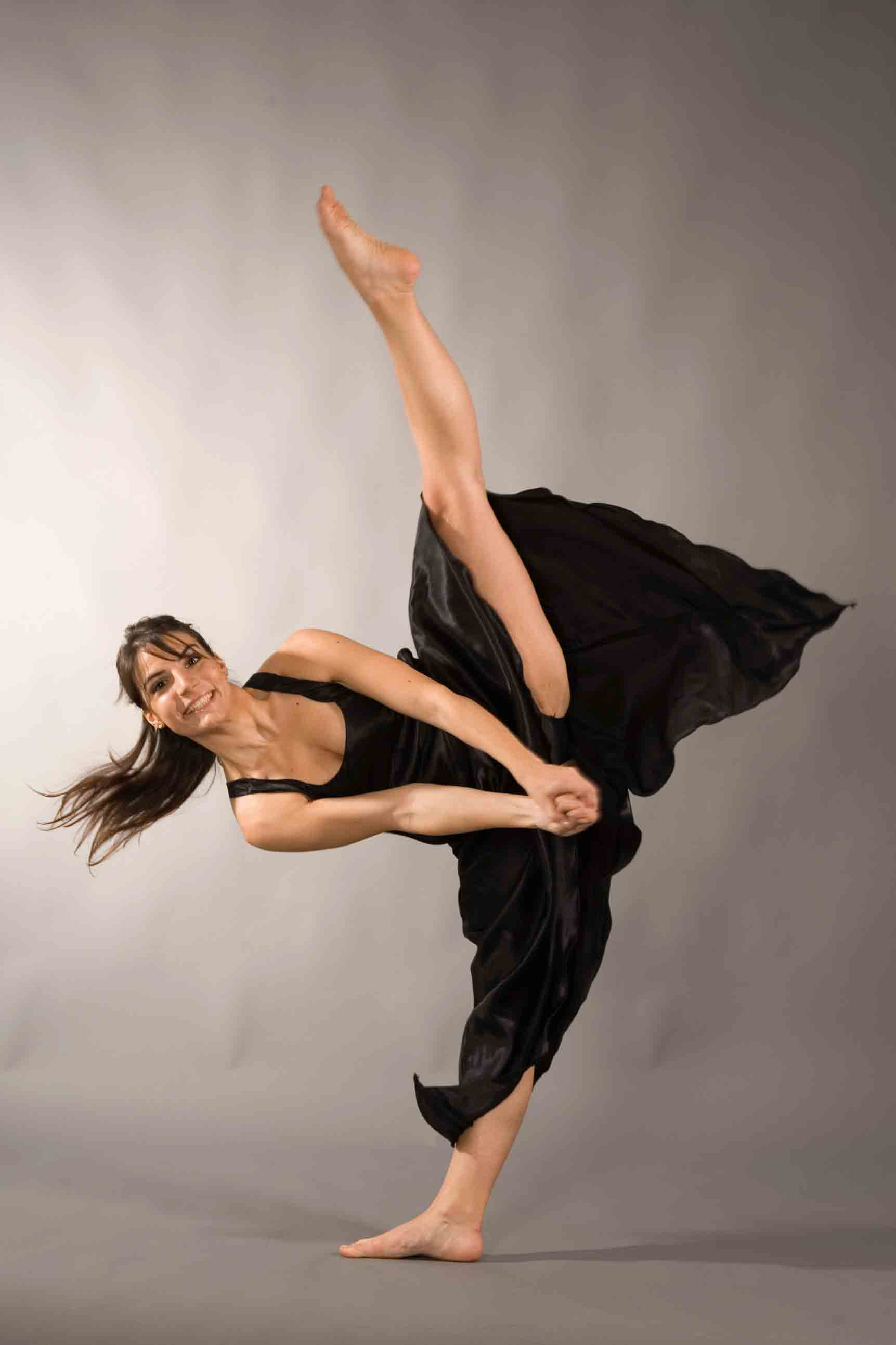
站立劈叉
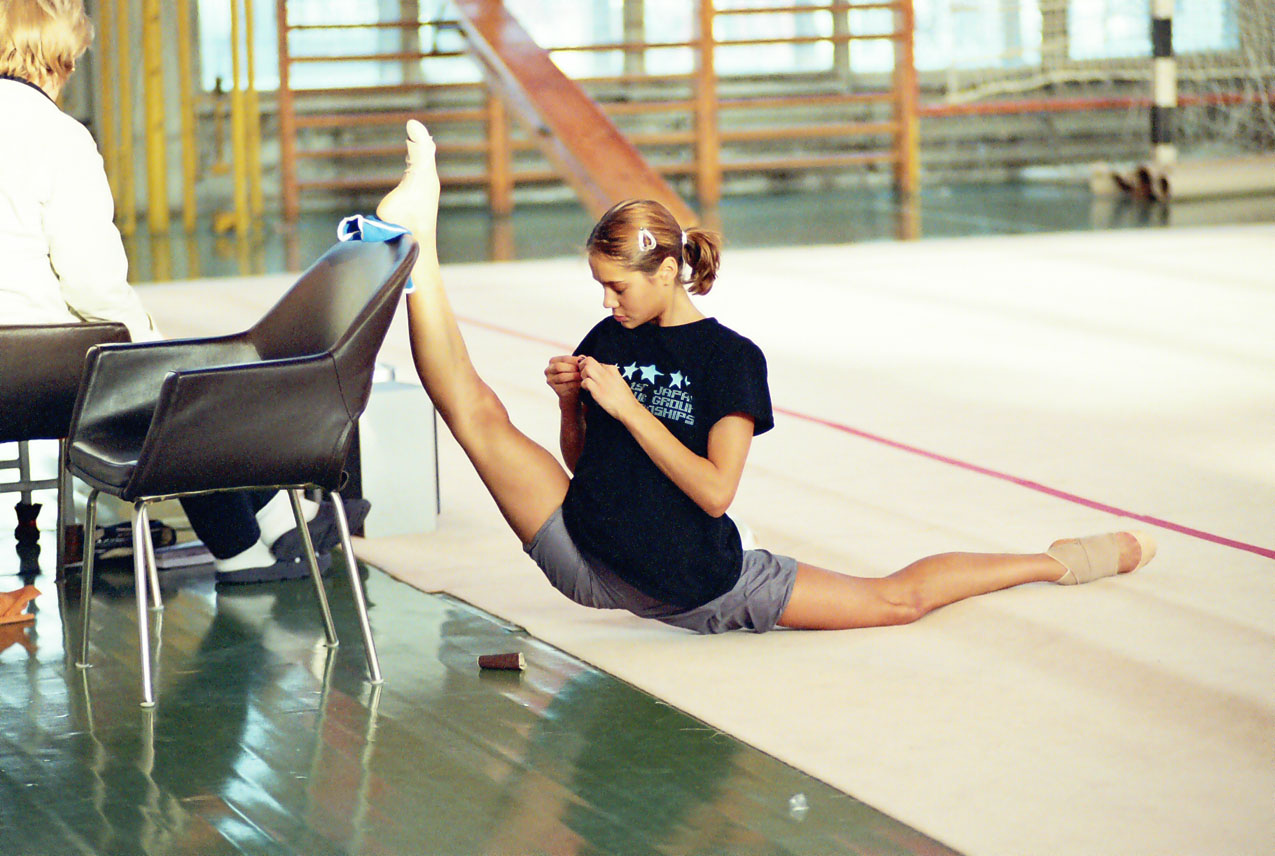
超级劈叉
舞蹈中的劈叉跳（舞蹈大跳动作）
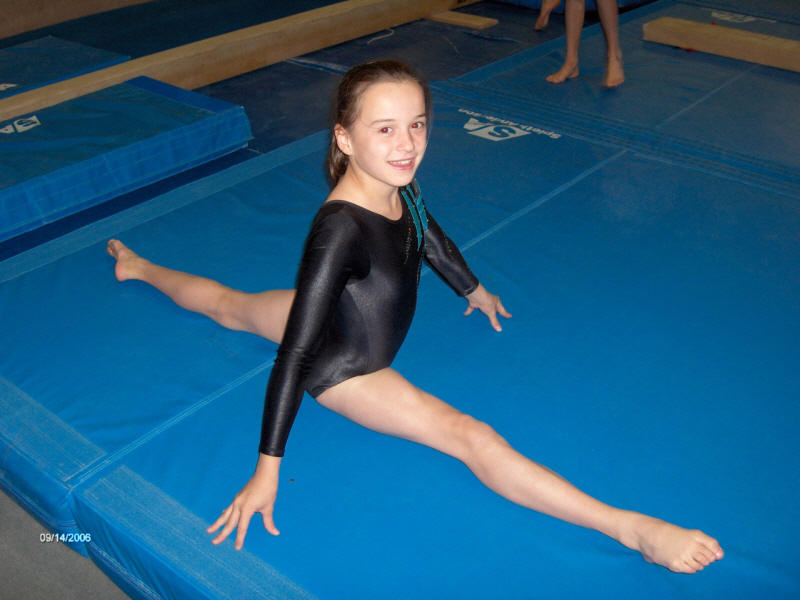
体操中的劈叉训练
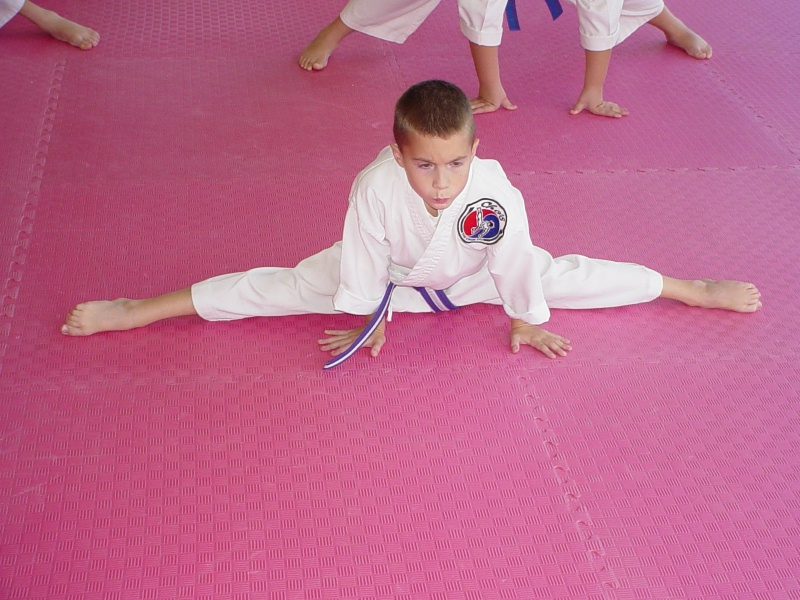
跆拳道训练中的劈叉

## 練習步驟
在练习之前要先做好热身活动以免受到肌肉韧带等伤害（比如坐姿前压腿等姿势）。热身完毕后先单膝跪立，将一条腿往前伸展（最好绷脚尖），顺势滑下来让后面一条腿也尽量伸直，这是竖叉的基础步骤。在此基础上可选择上身前俯或者往后仰来做辅助练习。

## 問題
在拉伸過程中常遇到的問題是髖關節疼痛。通常是因為姿勢不正確（骨盆可能需要向前傾斜）。另外在竖叉或横叉時，遇到的另一個常見問題是膝蓋疼痛。

## 外部連結
- 维基共享资源上的相關多媒體資源：劈叉